# 新營醫院北門院區縱火案
新營醫院北門院區縱火案是2012年10月23日凌晨發生在臺灣臺南市北門區行政院衛生署新營醫院北門院區的一起火災事故，總計造成13人死亡、61人受傷。此次火災為縱火，縱火者是北門院區附設護理之家的病患，他在遭警方逮捕後表示因為當日心情不佳而縱火。

## 後續
火災致使北門院區歇業，院區設施受損而遲遲沒有重建。健樂養護中心營運北門院區附設護理之家的經營權遭收回。
2020年開始整建並轉型成多元長照中心，整建完成後共有4層樓，1樓做為居家醫療資源中心、餐飲服務之中央廚房、一般日間照顧中心等為主。2樓做為失智症日間照顧中心、長期資源整合中心及失智症團體家屋等。3樓及4樓則為多層級住宿型長照機構。未來將提供失智照顧、小規模多機能、照顧者服務據點及社區預防照顧、延緩失能、延伸出院準備等長照2.0項目。
縱火者林基雄於2013年3月遭臺灣臺南地方法院判決死刑並褫奪公權終身，林基雄向臺灣高等法院臺南分院提起上訴但被駁回。林基雄於2014年4月11日在臺南市立醫院病故。